# Ентоні Радакін
Ентоні Девід Радакін (англ. Sir Antony David Radakin; нар. 10 листопада 1965) — адмірал, 24-й глава оборонного відомства Великої Британії — Начальник штабу оборони, з листопада 2021 року, після генерала сера Ніколаса Картера. Радакін також обіймав посаду Першого морського лорда з червня 2019 року по листопад 2021 року. Він був начальником штабу командування збройних сил Великої Британії з 2016 до 2018 року, заступником начальника штабу ВМФ з 2018 по 2019 рік.

## Раннє життя та освіта
Радакін народився 10 листопада 1965 року в Олдемі, Ланкашир, Англія. Він здобув освіту в державних школах Брістоля.
Вивчав право в Саутгемптонському університеті за цільовим напрямом Королівського флоту Великої Британії, здобув ступінь бакалавра права в 1989 році. Він продовжив свою юридичну кар'єру поряд зі своєю військово-морською службою, отримав кваліфікацію адвоката в 1996 році. Пізніше він вивчав міжнародні відносини та оборону в Королівському коледжі Лондона, здобувши ступінь магістра мистецтв (MA) у 2000 році.

## Військово-морська кар'єра

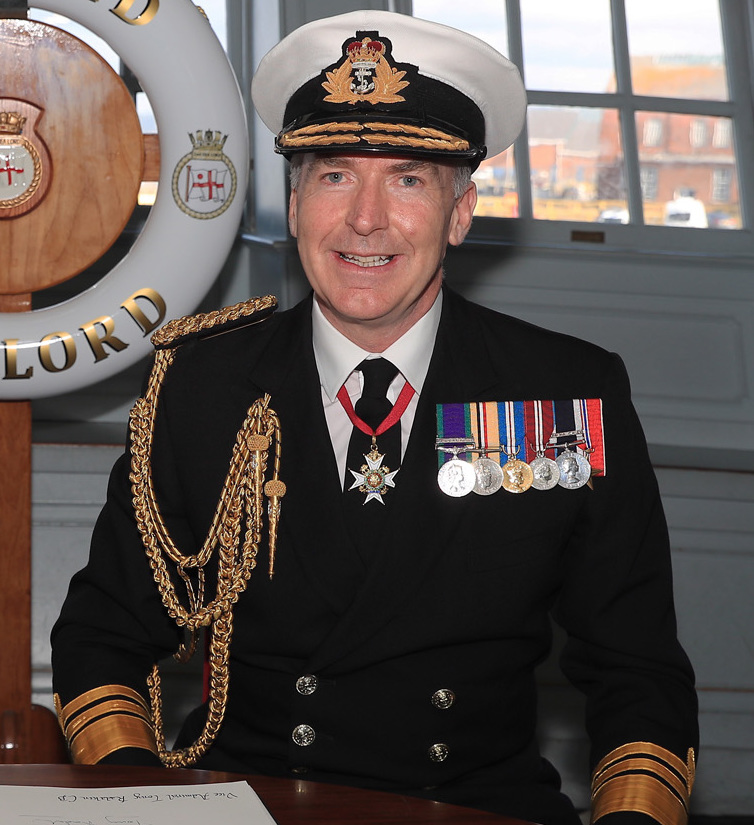
Віце-адмірал Радакін у ролі другого морського лорда

Почав службу в Королівському флоті 20 жовтня 1990 1 листопада 1996 йому було присвоєно звання лейтенант-командир, після чого він став командиром фрегата HMS, Норфолк. У 2003 р., командир групи ВМС США /Великої Британії в Іраку у 2006 р. та командувач об'єднаної оперативної групи США/Великої Британії в Іраку у 2010 р. За це президент США нагородив його медаллю "Бронзова зірка ".
Отримавши звання командора 30 серпня 2011 року, став командиром HMNB Portsmouth у жовтні 2011 року. У листопаді 2012 року його було призначено директором з розвитку сил Міністерства оборони. Отримавши звання контрадмірала 3 грудня 2014 р., він став командувачем ВМС Сполученого Королівства та контрадміралом надводних кораблів у грудні 2014 р. та начальником штабу Об'єднаного командування сил у березні 2016 р..
Отримав звання віцеадмірала 27 березня 2018 року після призначення другим морським лордом та заступником начальника військово-морського штабу,. Він був підвищений в адмірали та змінив адмірала сера Філіпа Джонса на посаді Першого морського лорда та начальника штабу ВМС у червні 2019 року.
У 2019 році Радакін ініціював програму реформування Королівського флоту під гаслом «Перетворення Королівського флоту». Ініціатива включала збільшення оперативної переваги Великої Британії у Північній Атлантиці, розробку авіаносних ударних операцій з використанням нещодавно побудованих авіаносців HMS Queen Elizabeth та HMS Prince of Wales, збільшення передової присутності Королівського флоту по всьому світу, перетворення Королівської морської піхоти на командос майбутнього. Вдосконалення використання ВМФ технологій та інновацій. Як не дивно, це також включало сорокавідсоткове скорочення адміралів у Королівському флоті та сорокавідсоткове скорочення штату штаб-квартири. Радакін нагороджений Орденом Лазні.

### Начальник штабу оборони

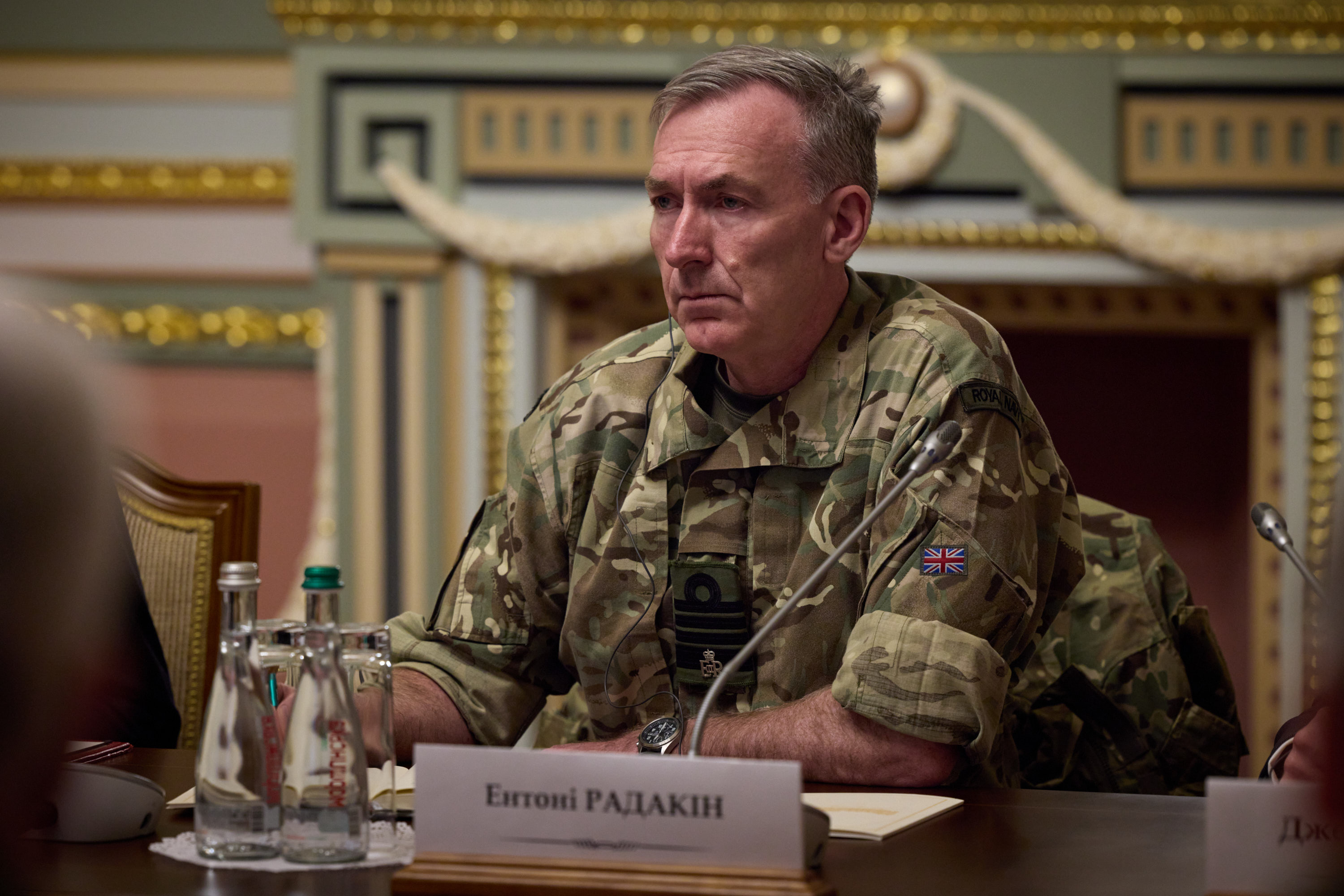
Під час візиту британської делегації до Києва, 19 листопада 2022 рік

7 жовтня 2021 р. було оголошено, що Радакін має стати начальником штабу оборони 30 листопада 2021 р. Прем'єр-міністр Борис Джонсон призначив його замість генерала сера Патріка Сандерса, якому віддало перевагу Міністерство оборони, через репутацію Радакіна як реформатора і передбачення Джонсоном майбутніх військово-морських конфліктів у Середземноморському та Індо-Тихоокеанському регіонах. Радакін поступився посадою Першого морського лорда адміралу серу Бену Кі у листопаді 2021 року.
Радакін виступив зі своєю першою промовою начальника штабу оборони перед Королівським інститутом об'єднаних служб у грудні 2021 року. Він заявив, що перспективи безпеки для Великої Британії були «набагато складнішими та небезпечнішими, ніж будь-коли за останні 30 років» і що геополітична ситуація була «справжнім відчуттям повернення в майбутнє».. Він також заявив, що британські військові ризикують виглядати «безглуздо», поки не покращать розмаїтість та лідерство у збройних силах.
Радакін заявив 7 січня 2022 року, що Велика Британія зіткнулася з низкою проблем безпеки з боку Росії і що спроба пошкодити підводні кабелі зв'язку може розглядатися Великою Британією як військовий акт. Однак він також заявив, що Велика Британія і Росія продовжують щодня тестувати телефонний зв'язок між міністерством оборони Великої Британії і російським ситуаційним центром, який може бути використаний, «якщо будуть потрібні термінові переговори для деескалації інциденту».
Під час вторгнення Росії до України у 2022 році Радакін заявив, що перемога Росії не є неминучою. Відповідаючи на запитання у програмі BBC Sunday Morning, чи було захоплення України Росією «неминучим», Радакін відповів: «Ні. Я думаю, що ми бачили російське вторгнення, яке не дуже добре йде».

## Особисте життя
У 1995 році Радакін одружився з Луїзою. У них четверо синів.. Також він є президентом Асоціації сквошу Королівського флоту та Тенісної асоціації збройних сил.